# Liste der denkmalgeschützten Objekte in St. Pölten-Radlberg
Die Liste der denkmalgeschützten Objekte in St. Pölten-Radlberg enthält die denkmalgeschützten, unbeweglichen Objekte des St. Pöltner Stadtteils Radlberg in Niederösterreich.

## Denkmäler
| Foto |                 | Denkmal                                                                      | Standort                                          | Beschreibung | Metadaten |
| ---- | --------------- | ---------------------------------------------------------------------------- | ------------------------------------------------- | --- | --- |
| ja   | Datei hochladen | Hausberg Unterradlberg HERIS-ID: 32428 Objekt-ID: 29527                      | Friedhof Unterradlberg Standort KG: Unterradlberg | Anstelle der Filialkirche hl. Gertrud und des Friedhofes befand sich im Mittelalter die Burg Radlberg. | BDA-Hist.: Q37947841 Status: Bescheid Stand der BDA-Liste: 2025-06-30 Name: Hausberg Unterradlberg GstNr.: 170/1, .45                                                                                 |
| ja   | Datei hochladen | Kath. Filialkirche hl. Gertrud und Friedhof HERIS-ID: 31903 Objekt-ID: 28921 | Hainer Straße 143 Standort KG: Unterradlberg      | Die Filialkirche des Stifts Herzogenburg liegt auf der Anhöhe über der Ortschaft umgeben vom Friedhof. Die Kirche geht auf die Schlosskapelle zurück, der Standort ist jener der ehemaligen Burg. Ursprünglich war die Kirche der hl. Gertrud von Nivelles geweiht, heute ist die hl. Gertrud von Helfta Kirchenpatronin. Bis 1894 wurden nur Messen zu Begräbnissen und am 2. November und 31. Dezember gefeiert, danach wöchentlich ein Schulgottesdienst. Ab 1912 wurde ein Sonntagsgottesdienst pro Monat gelesen. 1925 wurde die Kirche erweitert, sie fasste danach mit 150 Plätzen die dreifachen Personenzahl. | BDA-Hist.: Q2126542 Status: § 2a Stand der BDA-Liste: 2025-06-30 Name: Kath. Filialkirche hl. Gertraud und Friedhof GstNr.: .45, 171, .81, 170/2 Filialkirche hl. Gertrud, Unterradlberg              |
| ja   | Datei hochladen | Aufnahmsgebäude HERIS-ID: 31908 Objekt-ID: 28928                             | Dr.Hübscher-Gasse Standort KG: Unterradlberg      | Der hohe, zweigeschoßige Bau wurde 1885 im Zuge der Errichtung der Tullnerfelder Bahn erbaut. Die Putzfassade weist historistische Elemente auf, die Giebelflächen sind bretterverschlagen. | BDA-Hist.: Q111421600 Status: Bescheid Stand der BDA-Liste: 2025-06-30 Name: Aufnahmsgebäude GstNr.: .52 Aufnahmsgebäude Bahnhof Unterradlberg                                                        |
| ja   | Datei hochladen | Fundzone Pfaffing HERIS-ID: 32430 Objekt-ID: 29534                           | Kreuzfeld Standort KG: Unterradlberg              | | BDA-Hist.: Q37947878 Status: Bescheid Stand der BDA-Liste: 2025-06-30 Name: Fundzone Pfaffing GstNr.: 261/5, 775, 261/4, 768, 774, 777, 770, 769, 261/6, 312/12, 773, 766, 261/2, 776, 312/15, 261/12 |